# CA 파트로나토
클루브 아틀레티코 파트로나토 데 라 후벤투드 카톨리카(스페인어: Club Atlético Patronato de la Juventud Católica)는 아르헨티나 파라나를 연고로 하는 축구팀이다. 이 팀은 1914년에 창단되었으며, 현재 프리메라 나시오날에 참가하고 있다.

## 선수 명단

### 현역
참고: FIFA 자격 규정에 따라 소속된 국가대표팀 국기를 표시합니다. 선수는 복수의 FIFA 비회원국 국적을 가지고 있을 수 있습니다.
| 번호 | 포지션 | 국적 | 이름          |
| ---- | ------ | ---- | ------------- |
| 16   | MF     |      | 후안 바리나가 |

| 번호 | 포지션 | 국적     | 이름            |
| ---- | ------ | -------- | --------------- |
| 77   | FW     | 콜롬비아 | 이메르송 바탈라 |
| 89   | FW     |          | 알렉산더 소사   |

## 역대 감독
| 감독            | 임기 |
| --------------- | ---- |
| 구스타보 알파로 | 1995 |

## 참고
1. ↑  AFA는 코로나19 범유행으로 중단되었던 강등 체계를 2022 시즌부터 다시 시행하기 위해 2020 시즌부터 3시즌동안의 1부 리그 성적을 경기 수로 나누어 계산한 계수로 순위를 매겨 최하위 두 팀인 파르토나토와 알도비시가 강등되었다.